# Гипервещественное число
Гипервещественные числа (гипердействительные числа) — расширение поля вещественных чисел {\displaystyle \mathbb {R} }, которое содержит числа, бо́льшие, чем все представимые в виде конечной суммы {\displaystyle 1+1+\cdots +1}.
Термин «гипервещественное число» (англ. hyper-real number) был предложен американским математиком Эдвином Хьюиттом в 1948 году. Теорию поля гипервещественных чисел как расширения поля вещественных чисел опубликовал в 1960-е годы Абрахам Робинсон, который назвал её «нестандартным анализом». Робинсон также доказал непротиворечивость этой теории (точнее, свёл проблему к непротиворечивости вещественных чисел).
Теория гипервещественных чисел даёт строгий подход к исчислению бесконечно больших и бесконечно малых величин, которые в этом случае, в отличие от стандартного анализа, являются не переменными, а постоянными, то есть числами. В нестандартном анализе на современной основе реабилитируется восходящая к Лейбницу и его последователям идея о существовании актуальных бесконечно малых величин, отличных от нуля, — идея, которая в историческом развитии математического анализа была заменена понятием предела переменной величины. Любопытно, что представления об актуальных бесконечно больших и бесконечно малых величинах сохранялись в учебниках физики и других естественных наук, где часто встречаются фразы вроде «пусть {\displaystyle dV} — (бесконечно малый) элемент объёма…».

## Формальное определение
Множество гипервещественных чисел {\displaystyle ^{*}\mathbb {R} } представляет собой неархимедово упорядоченное поле, расширение поля вещественных чисел {\displaystyle \mathbb {R} }, которое содержит числа, бо́льшие, чем все представимые в виде конечной суммы {\displaystyle 1+1+\cdots +1}. Каждое такое число бесконечно велико, а обратное ему бесконечно мало́.
Гипервещественные числа удовлетворяют принципу переноса — строгому варианту эвристического принципа непрерывности Лейбница.
Принцип переноса утверждает, что утверждения в логике первого порядка об {\displaystyle \mathbb {R} } справедливы и для {\displaystyle ^{*}\mathbb {R} }.
Например, правило коммутативности сложения {\displaystyle x+y=y+x} справедливо для гипервещественных чисел так же, как и для вещественных. Принцип переноса для ультрастепеней является следствием теоремы Лося (1955). Свойства арифметических операций с гипервещественными числами в основном такие же, как у вещественных.
Изучение бесконечно малых величин восходит к древнегреческому математику Евдоксу Книдскому, который использовал для их исчисления метод исчерпывания. В 1961 году А. Робинсон доказал, что поле вещественных чисел может быть расширено до множества (упорядоченного неархимедового поля), содержащего бесконечно малые и бесконечно большие элементы в том смысле, какой вкладывали в эти понятия Лейбниц и другие математики XVIII века.
Применение гипервещественных чисел и, в частности, принципа переноса, в задачах математического анализа называется нестандартным анализом.
Одним из непосредственных приложений является определение основных понятий анализа, таких как производная и интеграл напрямую, без использования перехода к пределу или сложных логических конструкций. Так, определение производной {\displaystyle f(x)} из аналитического становится чисто арифметическим:
{\displaystyle f'(x)=\operatorname {st} \left({\frac {f(x+\Delta x)-f(x)}{\Delta x}}\right)}
для бесконечно малого {\displaystyle \Delta x}, где {\displaystyle \operatorname {st} } означает стандартную часть числа, которая связывает каждое конечное гипервещественное число с единственным вещественным, бесконечно близким к нему.

## Поле гипервещественных чисел
Поле гипервещественных чисел {\displaystyle ^{*}\mathbb {R} } состоит из трёх частей:
- отрицательные бесконечные числа,
- конечные числа,
- положительные бесконечные числа.

Конечные числа, в свою очередь, можно разделить на две категории: обычные вещественные и нестандартные. Каждое нестандартное конечное число может быть однозначно представлено в виде: {\displaystyle a+\epsilon ,} где {\displaystyle a} — вещественное число, а {\displaystyle \epsilon } — бесконечно малая (положительная или отрицательная). При {\displaystyle a=0} получается множество бесконечно малых. Таким образом, каждое вещественное число оказывается как бы окутано аурой (монадой) своих гипервещественных двойников, бесконечно к нему близких.

## Алгебраическая структура
Положим, что {\displaystyle X} является тихоновским пространством, которое также называется {\displaystyle T_{3.5}}-пространством, а {\displaystyle C(X)} — алгебра непрерывных вещественных функций на {\displaystyle X}. Пусть {\displaystyle M} есть максимальный идеал в {\displaystyle C(X)}.
Тогда факторкольцо {\displaystyle A=C(X)/M}, является, по определению, действительной алгеброй и может быть рассмотрено как линейно упорядоченное множество. Если {\displaystyle F} строго содержит {\displaystyle \mathbb {R} }, то {\displaystyle M} называется гипервещественным идеалом (по терминологии Хьюитта, 1948), а {\displaystyle F} — гипервещественным полем.
Отметим, что данное предположение не означает, что мощность поля {\displaystyle F} больше, чем у поля {\displaystyle \mathbb {R} }, они могут на самом деле иметь одинаковую мощность.
Важный частный случай — если пространство {\displaystyle X} является дискретным пространством, в этом случае {\displaystyle X} можно отождествить с мощностью множества {\displaystyle \kappa }, и {\displaystyle C(X)} с вещественной алгеброй {\displaystyle \mathbb {R} ^{\kappa }} функций {\displaystyle \kappa } от {\displaystyle \mathbb {R} }.
Гипервещественные поля, которые мы получаем в этом случае, называются ультрастепенями {\displaystyle \mathbb {R} } и идентичны ультрастепеням, построенным через свободные ультрафильтры в общей топологии.